# Ismenos (mitologia)
Ismenos (en grec antic Ἰσμηνὸς) és el nom del déu del riu homònim de Beòcia. Com tots els rius, és un fill d'Oceà i de Tetis. De vegades se'l considera fill del déu-riu Asop i de Metope. Una tradició diu que seria fill d'Apol·lo i de la nimfa Mèlia, però aquest és Ismeni, un heroi tebà.
De vegades se'l confon també amb Ismenos, el fill gran de Níobe i d'Amfíon, que va morir, juntament amb els niòbides, a causa de les fletxes d'Apol·lo. Quan va morir es va llançar al riu, que va prendre el nom d'Ismenos.